# Paraeuchaeta tuberculata
Paraeuchaeta tuberculata är en kräftdjursart som beskrevs av A. Scott 1909. Paraeuchaeta tuberculata ingår i släktet Paraeuchaeta och familjen Euchaetidae. Inga underarter finns listade i Catalogue of Life.